# Васин, Виктор Иванович
Виктор Иванович Васин (18 июля 1930, Москва — 6 мая 2005) — советский футболист, выступавший на позиции защитника. Сыграл 13 матчей в высшей лиге СССР.

## Биография
Начинал играть в футбол в команде «Динамо» из подмосковного Бабушкина (ныне в составе Москвы). В 1950 году перешёл в московское «Динамо». Дебютный матч за основной состав бело-голубых сыграл в высшей лиге 24 августа 1950 года против тбилисского «Спартака». Всего за московский клуб провёл 13 матчей в чемпионате страны и 5 игр в Кубке СССР. В 1950 году стал финалистом Кубка, но в финальном матче не играл. Также принял участие в 46 матчах и забил три гола в первенстве дублёров.
После ухода из «Динамо» выступал за ленинабадский «Памир» («Горняк», команда г. Ленинабада) и клуб из Сталиногорска, носивший названия «Мосбасс», «Труд» и «Шахтёр».